# Северная Тухта
Северная Тухта — река в Вытегорском районе Вологодской области России, правый приток Андомы.
Берёт исток в болотистой местности на территории Андомского сельского поселения, течёт на юг в безлюдной местности, на границе с Девятинским сельским поселением впадает в реку Андома в 74 км от её устья. Длина реки составляет 24 км, площадь водосборного бассейна — 90,7 км².

## Данные водного реестра
По данным государственного водного реестра России относится к Балтийскому бассейновому округу, водохозяйственный участок реки — Бассейн Онежского озера без рр. Шуя, Суна, Водла и Вытегра, речной подбассейн реки — Свирь (включая реки бассейна Онежского озера). Относится к речному бассейну реки Нева (включая бассейны рек Онежского и Ладожского озера).
Код объекта в государственном водном реестре — 01040100612102000017284.